# 塔吉克斯坦护照

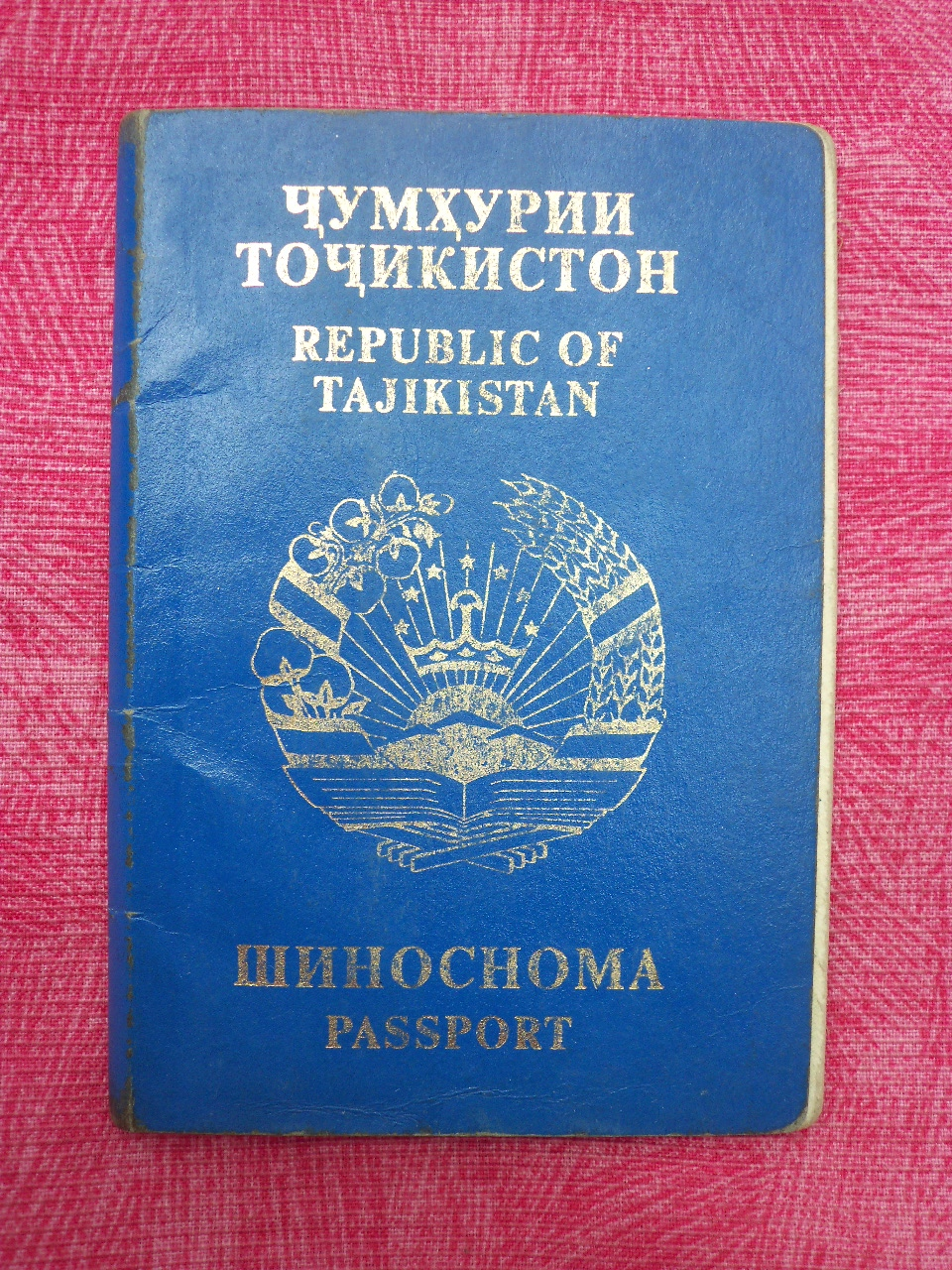
2005年版的塔吉克護照

塔吉克護照 (Toçik Şinosnoma) 是簽發給塔吉克共和國公民的國際旅行證件，它是每一位塔吉克公民在國際上的身分證明。
根据2025年1月8日发布的亨利护照指数，塔吉克斯坦护照可免签证、落地签证或电子签证入境58个国家和地区，位居世界第84，与毛里塔尼亚、塞内加尔护照并列。